# Hibari shobō
Hibari shobō (ひばり書房) est une maison d'édition de manga japonaise basée à Tokyo, active entre 1947 et 2004. Elle est connue pour sa publication d'œuvres d'horreur, avec des artistes comme Hideshi Hino.

## Histoire
La maison d'édition est fondée en 1947 par Yūji Andō,. En 1955, elle se spécialise plus particulièrement dans la publication de kashihon mangas, les mangas de location.
Aux alentours de juin 1958 Tsubame shuppan, succursale de Hibari shobō, publie le premier numéro de Kaidan une anthologie de kashihon dédiée aux histoires fantastiques, grotesques et horrifiques.
Conçue par Andō, Kaidan est inspirée d'une anthologie de gekiga nommée Kage, centrée sur les œuvres noires et de policier, à laquelle serait ajoutée l'influence japonaise et fantastique du théâtre kabuki.
Pour alimenter Kaidan, Hibari shobō recrute des mangakas originaires de l'univers du théâtre ambulant kamishibai tels que Gōseki Kojima, tandis qu'Andō lui-même participe à la conception d'histoires. Les couvertures de l'anthologie sont conçues par Shinji Hama (ja) pendant que Kojima réalise les calligraphies des titres,. Les œuvres fantastiques de romances historiques que Kojima publie dans l'anthologie rencontrent un très important succès auprès des lectrices et assure à Kaidan un succès commercial notable. Ce phénomène réoriente l'anthologie vers un public féminin de shōjo manga.
Avec le succès de Kaidan, une anthologie sœur, intitulée All Kaidan, est lancée lors de l'automne 1959. Les deux anthologies sont publiées jusqu'en 1968, année où elles sont arrêtées après avoir cumulé 101 numéros pour Kaidan et 84 numéros pour All Kaidan. Ce succès établit en outre Hibari shobō comme une maison d'édition spécialisée dans les mangas de l'étrange et du grotesque.
Avec le déclin du secteur des kashihon mangas à la fin des années 1960, la maison d'édition se réoriente dans la publication directe de mangas au format poche d'environ 160 pages, sans passer par un système de prépublication en magazine,, le tout en laissant une très grande liberté aux artistes. Ce nouveau format est publié sous la collection de Hibari Comics, aussi surnommée shiro waku du fait de l'absence de cadre sur la couverture des livres.
Les mangas de cette collection sont très variés et peuvent être autant des mangas pour filles (shōjo) que pour garçons (shōnen). On y trouve des rééditions de mangas publiés dans Kaidan, des œuvres originales, et même certaines œuvres publiées dans des magazines manga d'autres maisons d'édition, avec par exemple les mangas d'horreur de Shin'ichi Koga prépubliés dans le Shūkan Margaret de Shūeisha tels que Shiro hebi yakata ou Shiro hebi no kyōfu,.
Elle édite ainsi des mangas jusqu'en octobre 1988 et arrête définitivement ses activités en 2004.